# Diaethria gabazina
Diaethria gabazina is een vlinder uit de familie Nymphalidae. De wetenschappelijke naam van de soort is voor het eerst geldig gepubliceerd in 1923 door Charles Oberthür.